# (35070) 1989 TE3
1989 TE3 (asteroide 35070) é um asteroide da cintura principal. Possui uma excentricidade de 0.16481850 e uma inclinação de 3.52615º.
Este asteroide foi descoberto no dia 7 de outubro de 1989 por Eric Walter Elst em La Silla.